# Desmopachria zelota
Desmopachria zelota är en skalbaggsart som beskrevs av Young 1990. Desmopachria zelota ingår i släktet Desmopachria och familjen dykare. Inga underarter finns listade i Catalogue of Life.